# SC Telstar
Sportclub Telstar je fotbalový klub z nizozemského města IJmuiden, které je součástí obce Velsen. Tým hraje v Eerste Divisie, druhé nejvyšší nizozemské soutěži.
Klub vznikl v roce 1963 spojením dvou místních profesionálních druholigových klubů: IJVV Stormvogels (založen 1912) a Velseroorder Sport Vereniging (založen také 1912, vítěz poháru 1938). Pojmenoval se podle telekomunikační družice Telstar, která byla tehdy velmi populární jako poslední výkřik techniky, obrázek družice je také součástí klubového znaku. O rok později tým postoupil do Eredivisie, kde bylo jeho nejlepším výsledkem šesté místo v roce 1974. Zajistil si tím účast v Interpoháru, kde skončil ve skupině třetí za Zagłębie Sosnowiec a SK Sturm Graz. V roce 1978 z nejvyšší soutěže sestoupil a od té doby nepřetržitě hraje druhou ligu. Nejlepším výsledkem v poháru bylo semifinále v sezóně 1991/92.
Oby původní kluby fungovaly nadále jako amatérské. V roce 2001 se Stormvogels spojili s Telstarem a klub se přejmenoval na Vereniging Stormvogels Telstar Combinatie, v roce 2008 se opět osamostatnili.
Tradičním místním rivalem je FC Volendam.
Odchovanci klubu jsou Jimmy Floyd Hasselbaink a Ruud Geels, působili zde také Louis van Gaal a Brazilec José Reinaldo de Lima, účastník MS 1978.
SC Telstar má také ženský oddíl, který hraje nejvyšší nizozemskou soutěž.